# Herbert Hess

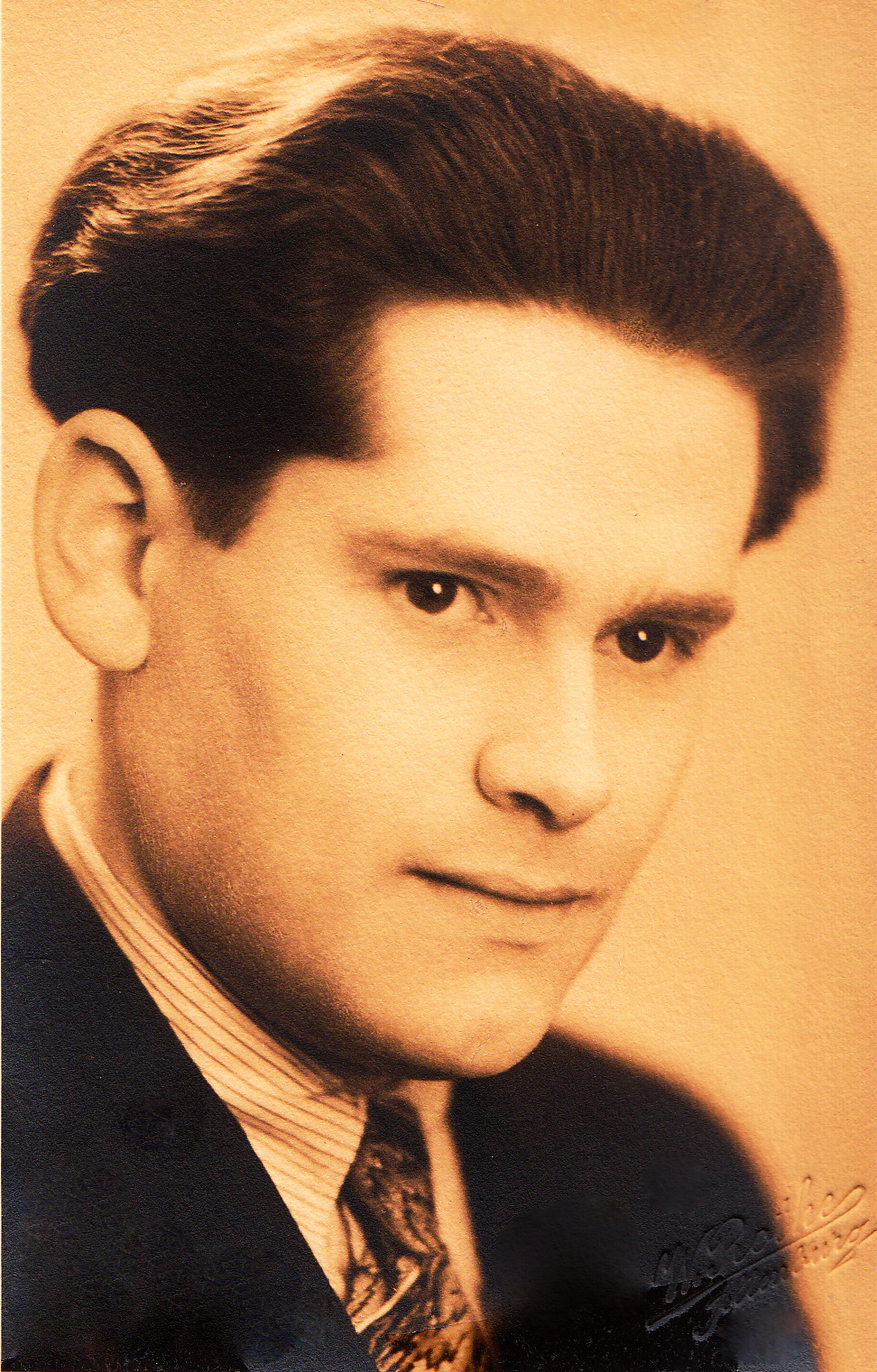
Herbert Hess zu Beginn seiner Bühnenkarriere als Tenor, Studiofoto von etwa 1932

Kurt Herbert Hess (* 16. Juni 1908 in Frankfurt am Main; † 31. Oktober 1977 ebenda) war ein deutscher Sänger (Tenor) und Hochschullehrer.

## Leben

### Jugend und Ausbildung

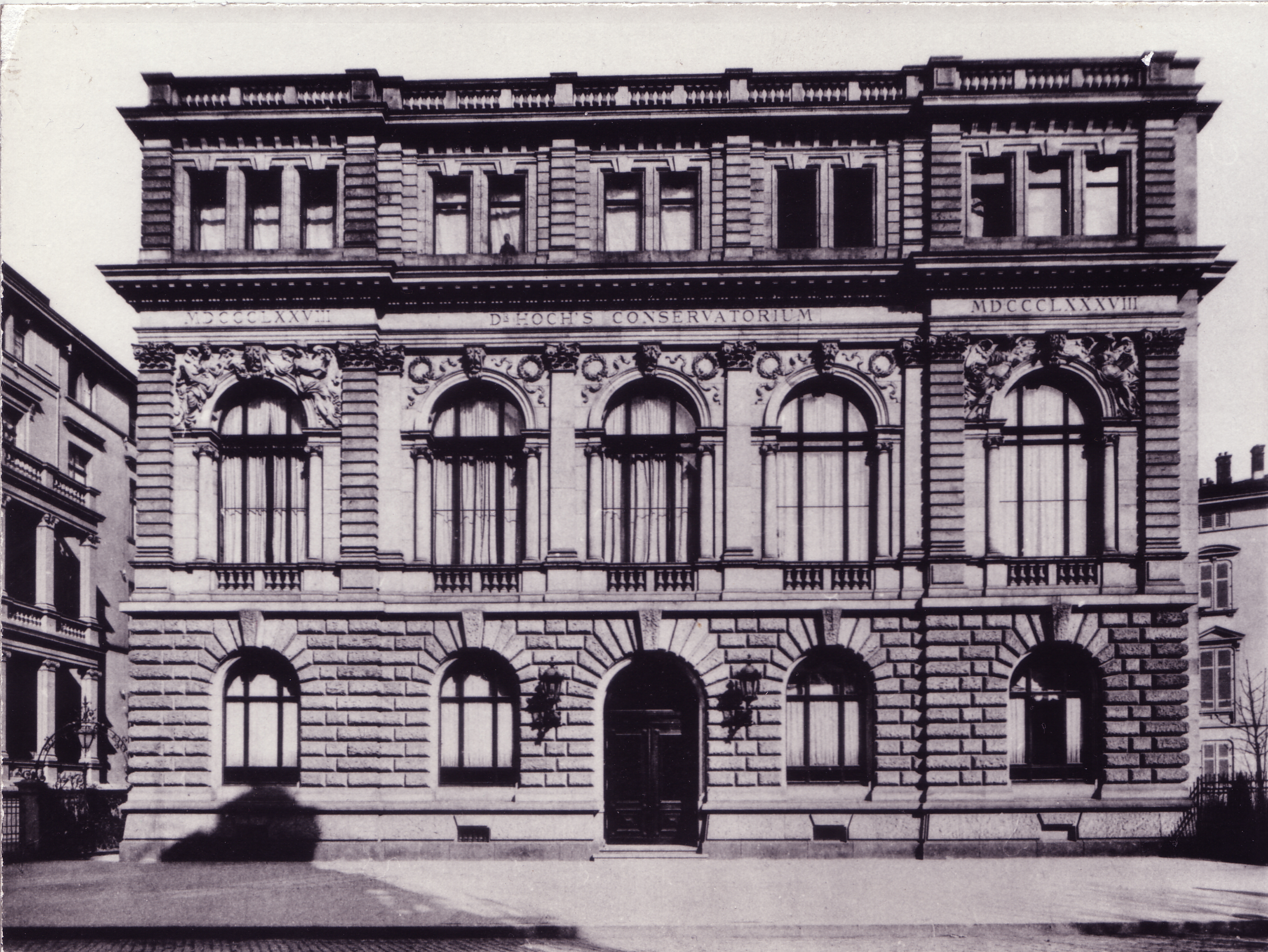
Herbert Hess erhielt eine Ausbildung in Klavier und Gesang an Dr. Hoch’s Konservatorium in Frankfurt am Main

Herbert Hess wurde im deutschen Kaiserreich als Kind des Kaufmanns Leopold Hess (geboren am 16. Dezember 1863 in Frankfurt am Main; gestorben am 1. November 1918 ebda.) und seiner Frau Eugenie, geb. Wolf (geboren am 2. August 1870; gestorben am 2. Januar 1930), geboren. Er hatte drei ältere Geschwister, Mathilde (* 1. August 1894 in Frankfurt am Main; † 5. Februar 1957 ebda.), Alfred (* ? in Frankfurt am Main; † 1970 in Barcelona), Richard (* 10. Oktober 1896 in Frankfurt am Main; † 10. August 1918 bei Fransart, Département Somme, Frankreich) und einen jüngeren Bruder, Helmut (* 3. Juni 1910 in Frankfurt am Main; † 30. Januar 1972 in Mainz).
Die Schulzeit von Herbert Hess wurde wesentlich durch die Zeit des Ersten Weltkrieges sowie des ökonomischen Mangels der Nachkriegsjahre, die Hyperinflation und die Weltwirtschaftskrise geprägt. Den ersten harten Einschnitt markierte der Tod seines älteren Bruders Richard, der in den letzten Wochen des Krieges im Alter von 21 Jahren in Frankreich bei Fouquescourt an der Somme fiel. Kurz darauf verstarb auch der Vater und Ernährer der Familie sehr früh im Alter von 54 Jahren. Nach der Volksschule besuchte Hess die Klingerschule in der Mauerstraße im Frankfurter Nordend. Die einzige Tochter der Familie, Mathilde, promovierte 1924 und trug später als Gymnasiallehrerin an der Frankfurter Herderschule für Deutsch, Französisch und evangelische Religion in erheblichem Maß zum Erhalt und Wohlergehen der Familie bei. Der jüngste Sohn Helmut war durch Kinderlähmung schwerbehindert und zuletzt über Jahrzehnte auf einen Rollstuhl angewiesen.
Nachdem bei Herbert Hess das Talent und die stimmliche Eignung erkannt worden waren, erhielt er eine Gesangs- und Klavierausbildung am Hoch’schen Konservatorium in der Ära von Bernhard Sekles.

### Berufliche und private Entwicklung

#### 1930–1945

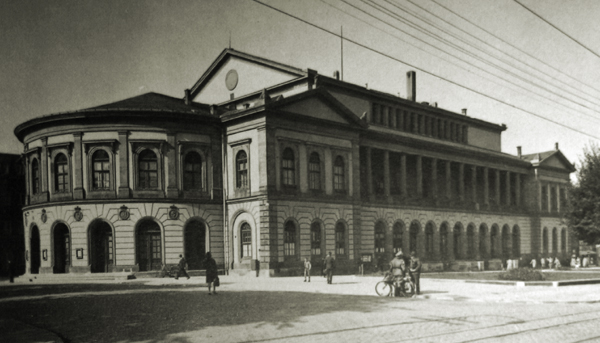
Foto (undatiert): Neues Theater Gotha, Engagement von Herbert Hess um 1933; Gebäude 1945 durch Brand nach Explosion zerstört

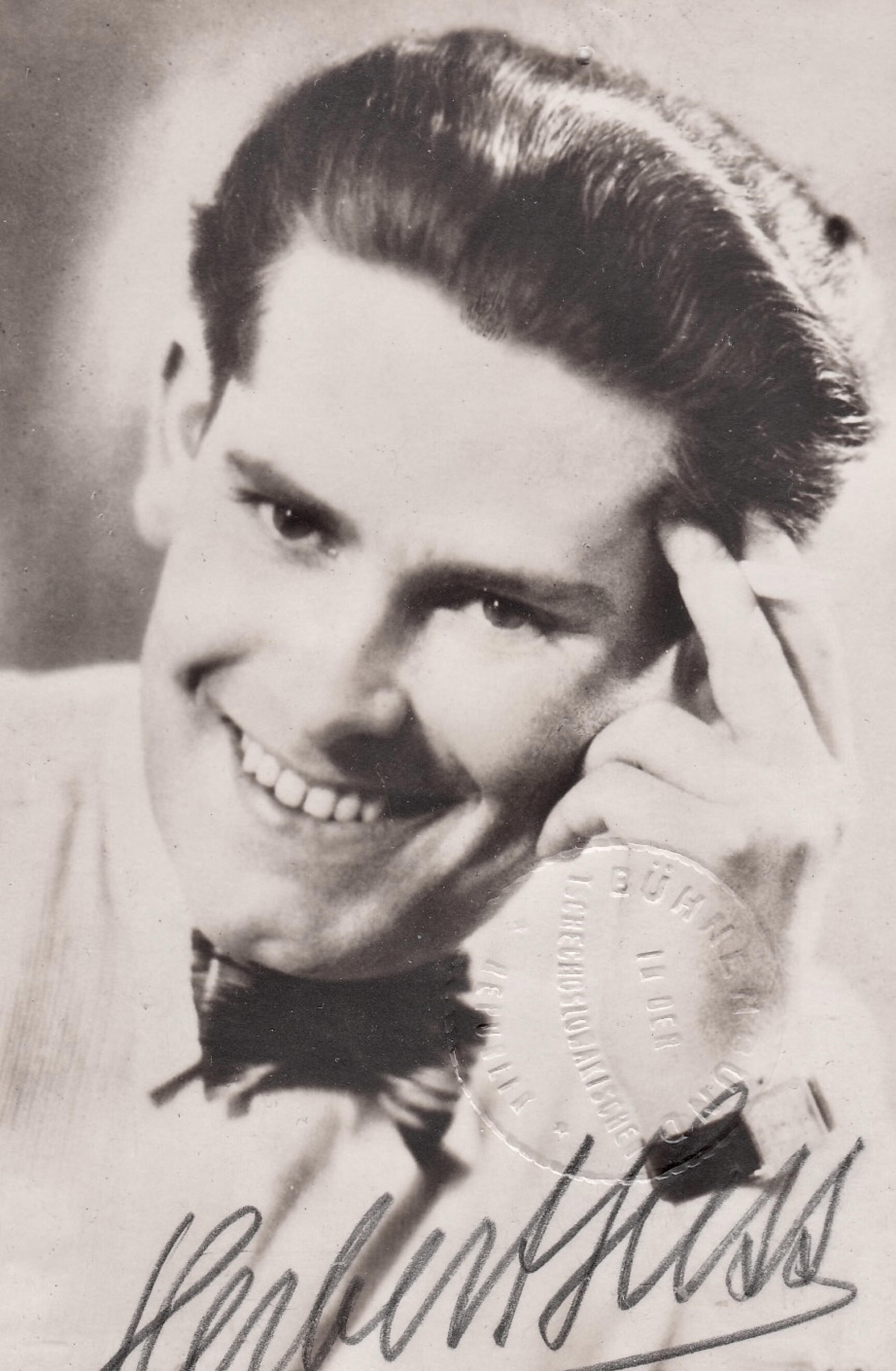
Künstlerkarte mit Autograph und Blindprägung, um 1936

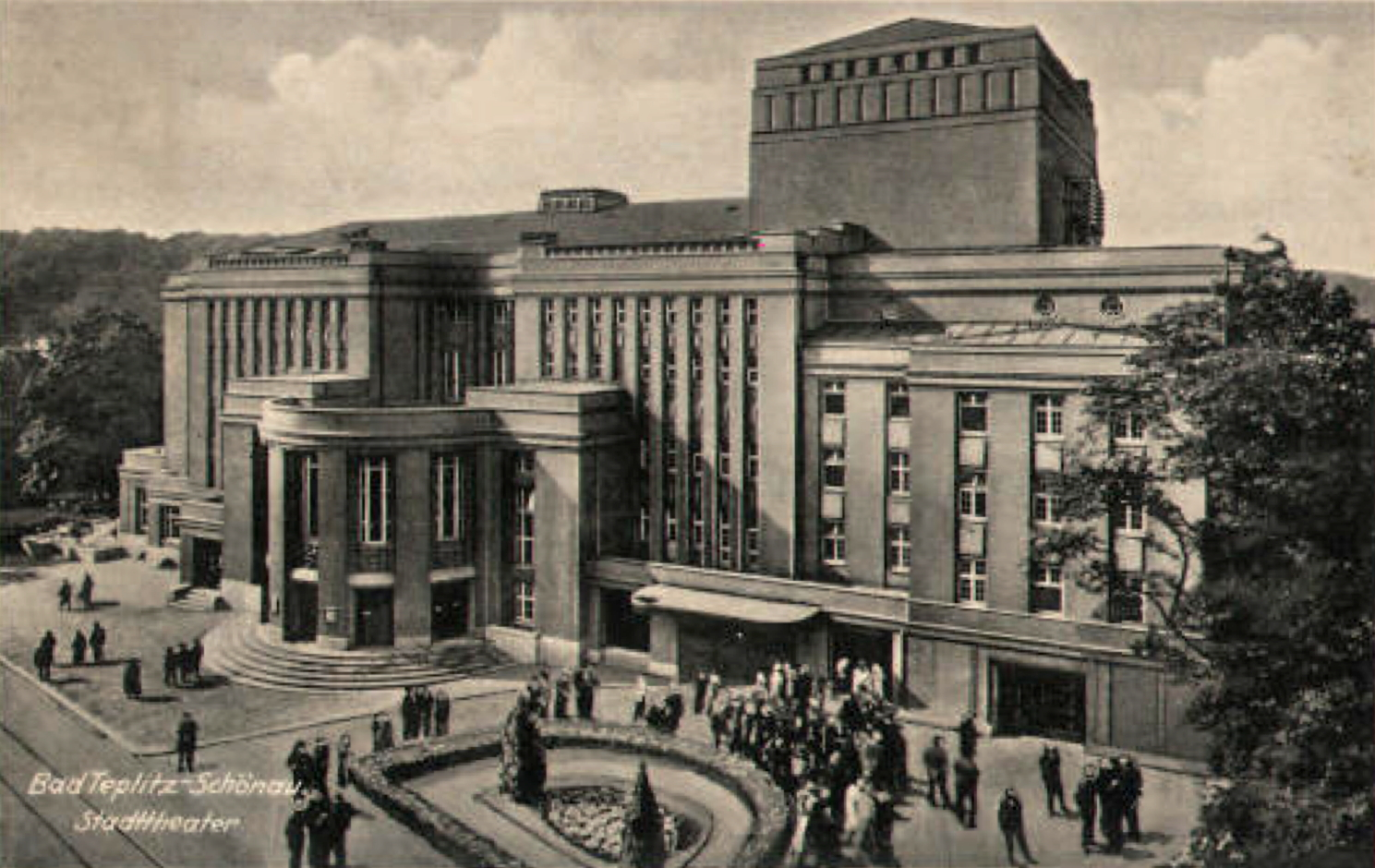
Stadttheater Teplitz-Schönau, zweitgrößtes Theater der Tschechoslowakei, an dem Herbert Hess zwischen 1935/36 und 1938 engagiert war

Zu Beginn des Jahres 1930 verstarb die Mutter (* 2. August 1870; † 2. Januar 1930) im Alter von 59 Jahren. Bis etwa zur Mitte der 1930er-Jahre war Herbert Hess dann an deutschen Bühnen engagiert, belegt sind beispielsweise Verpflichtungen nach Kolberg 1932 und an die Bühnen in Gotha 1933. Er lernte die Altistin Marie Maurer (* 23. Juni 1907; † 30. Juli 1971) kennen und lieben; beide heirateten. Zur Zeit seines Engagements in Gotha wurde der einzige Sohn von Marie und Herbert Hess, Kurt Herbert, geboren. Das Paar entschied sich, während der Zeit des Nationalsozialismus keine weiteren Kinder in die Welt zu setzen.
Die politische Situation während der Zeit des Dritten Reiches wirkte sich unmittelbar auf die Familie aus, NS-Dienststellen sprachen Berufsverbote aus, 1933 zuerst für die Schwester von Herbert Hess, Mathilde, die beamtete Lehrerin. Dadurch wurden den Kindern der Familie schlagartig die jüdischen Wurzeln des verstorbenen Vaters Leopold bewusst, da das Familienleben christlich – evangelisch-lutherisch – geprägt war.
Der älteste Sohn der Familie, Alfred, lernte durch seine kaufmännische Tätigkeit eine spanische Frau kennen, heiratete sie und siedelte nach Barcelona um, wo er sich Alfredo Hess Wolf nannte. Mit dem Namen Wolf nahm er Bezug auf den Geburtsnamen der Mutter. Zwischen 1936 und 1939 flüchteten beide jedoch vor dem Spanischen Bürgerkrieg und verbrachten diese Zeit in Frankfurt am Main, bevor sie wieder nach Spanien zurückkehrten.
Herbert Hess sympathisierte mit der Oppositionsbewegung Bekennende Kirche, insbesondere mit den Auffassungen von Dietrich Bonhoeffer, Helmut Gollwitzer und Martin Niemöller.
Hess durfte ab etwa 1935/36 nicht mehr an deutschen Bühnen auftreten, 1935 wurde er aus der Reichstheaterkammer ausgeschlossen. Er wich daher zunächst an das zweitgrößte Theater der Tschechoslowakei aus, nach Teplitz-Schönau, unter der Ägide von Carl Richter. Nach dem Einmarsch der Wehrmacht in das Sudetenland Anfang Oktober 1938 wurde ihm jedoch auch diese Option genommen.
Die beginnende Opernkarriere als Tenor wurde Herbert Hess als von den Nazis so bezeichnetem „jüdischen Mischling ersten Grades“ (mit zwei jüdischen Großeltern väterlicherseits) grundlegend zerstört, dauerte doch das Berufsverbot die dafür normalerweise wesentlichen Schaffensjahre eines Sängers an. Zur kämpfenden Truppe wurde er während des Zweiten Weltkrieges nicht eingezogen, aber dennoch dienstverpflichtet. Er erhielt in Erfurt eine Artillerie-Ausbildung, bis der Wehrmacht sein Status als „jüdischer Mischling ersten Grades“ bekannt und er deshalb aus dem Dienst entlassen wurde. Hess empfand dies als demütigend und ehrverletzend.
Während des weiteren Kriegsverlaufes war Herbert Hess zur Sicherung des Lebensunterhalts als Vertreter für feine Lederwaren kaufmännisch tätig, die Muster lagerte er in einer Mansarde des Miethauses im Frankfurter Nordend, in dem er zu dieser Zeit mit seiner Familie wohnte. Während Bombennächten und Feuerstürmen musste er dort Brandherde bekämpfen. In der letzten Kriegsphase wurde er als Industriearbeiter herangezogen und war in Butzbach tätig.
Eine wichtige Hilfe stellte die bäuerliche Verwandtschaft seiner Frau Marie dar, in Münzenberg in der oberhessischen Wetterau ansässig. Durch sie konnten während der Rationierungsphase nicht nur die schlimmsten Engpässe bei der Ernährung gemildert werden; sie war während der Bombenangriffe auf Frankfurt am Main auch relativ sicherer Rückzugsort für den kleinen Sohn.

#### 1945–1973

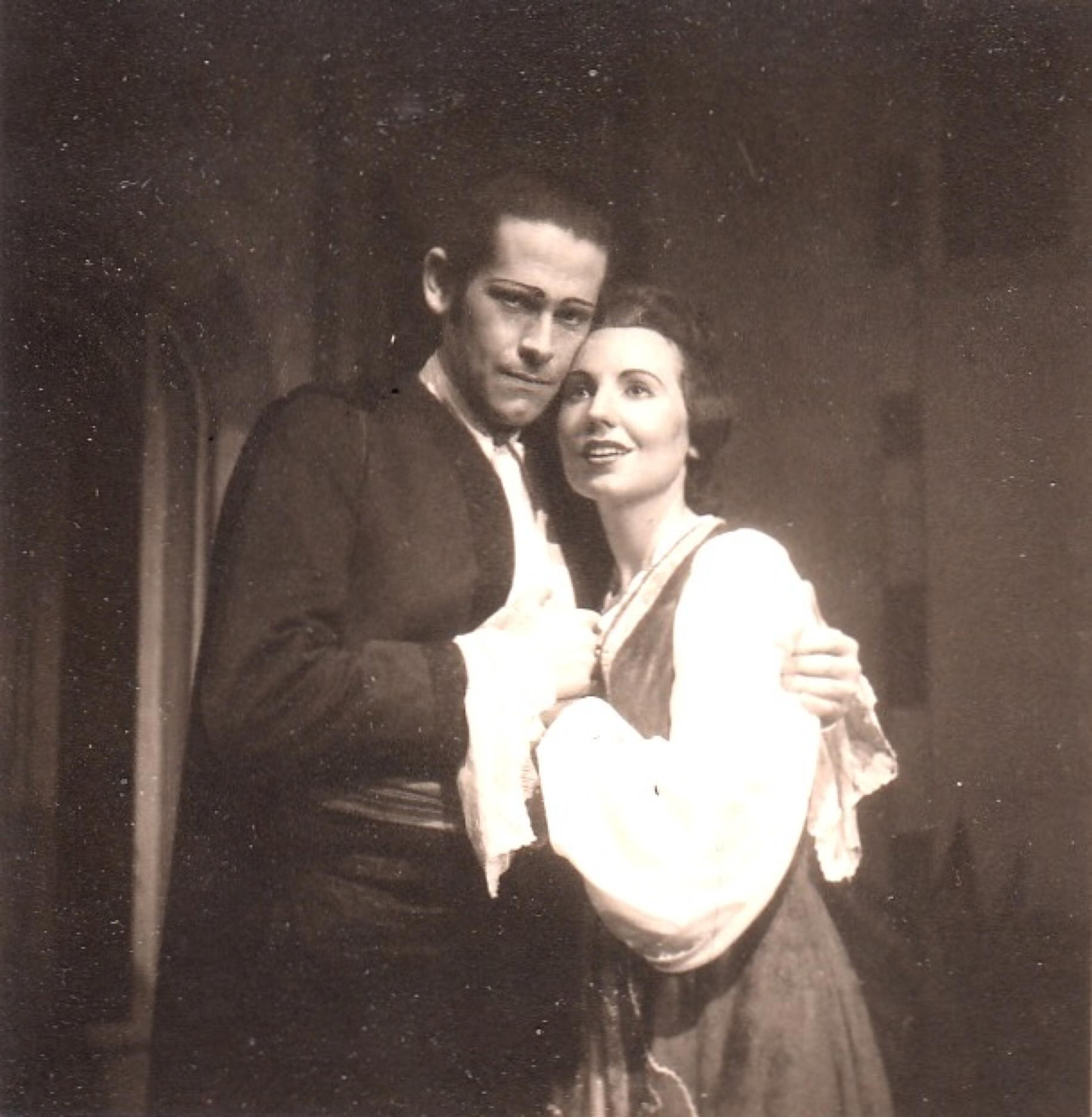
Die Entführung aus dem Serail von Wolfgang Amadeus Mozart, Stadttheater Koblenz, 1946

1946 erhielt Hess vom Südwestfunk (SWF) einen Vertrag angeboten, um für den Sender als Gesangsinterpret aufzutreten bzw. an Archivproduktionen mitzuwirken. Während dieser Phase kam es zu einer Tournee rund um das Mittelmeer, die per Kreuzfahrtschiff absolviert wurde.
Ende der 1940er-Jahre wirkte er bei Aufnahmen von Radio Frankfurt (später: Hessischer Rundfunk) mit. Anfang der 1950er-Jahre trat er beispielsweise für die Bonner Bach-Gemeinschaft bei Weihnachtsoratorium und Johannes-Passion unter der Leitung von Gustav Classens auf. Schließlich konnte er sehr erfolgreich unter der Ägide von Kurt Thomas mit der Frankfurter Dreikönigs-Kantorei (später: Frankfurter Kantorei) im In- und Ausland konzertant auftreten, eine Vielzahl von Tonträger-Aufnahmen mit Hess entstand in den 1950er-Jahren. Er entwickelte eine intensive innere Verbindung zu konzertanter Kirchenmusik.
Künstlerisch arbeitete Hess neben Kurt Thomas unter vielen anderen mit Heinrich Bensing, Helene Bindhardt, Maud Cunitz, Hans Dahmen, Diana Eustrati, Betina Feit-Brucker, Karl Friedrich, Rudolf Gonszar, Willy Hofmann, Aga Joesten, Karl Kronenberg, Gisela Litz, Jean Löhe, Christa Ludwig, Maria Madlen Madsen, Arnold van Mill, Olga Moll, Aage Poulsen, Heinz Prybit, Otto von Rohr, Hans Rosbaud, Helge Rosvaenge, Heinrich Schlusnus, Paul Schmitz, Erik Schumann, Frithjof Sentpaul, Georg Stern, Else Tegetthoff, Günther Treptow, Elfride Trötschel oder Helmut Walcha zusammen. Er bewunderte die künstlerische Performance von Schlusnus und Walcha ebenso wie die von Joseph Schmidt oder Fritz Wunderlich.

„Christmas Story by Heinrich Schütz: The narrative, already allotted to a tenor, is beautifully declaimed by Herbert Hess and the other solists sing well. (...) St. John Passion: Here Herbert Hess's contribution is of quite outstanding excellence. It is a pleasure to hear the narrative sung as though by a story-teller who is excited and moved by what he has to tell, and not in the slow, hieratic manner so often adopted in English performances.“

Der Sohn von Marie und Herbert Hess entwickelte ab der Nachkriegszeit eine starke Affinität zum Jazz, ein Umstand, der für die beiden Eltern, die das klassische Gesangfach ebenso liebten wie die klassische Musik, gewöhnungsbedürftig war. Ein herber Schlag für Herbert Hess war der Tod der älteren Schwester Mathilde im Jahr 1957, die der gesamten Familie lange Zeit Halt und Unterstützung gegeben hatte. Sein Sohn heiratete 1958, dessen erstes Kind (Enkelsohn von Herbert Hess) verstarb wenige Wochen nach der Geburt.
Nach dem Abschluss seiner aktiven Zeit als Tenor unterrichtete Herbert Hess bis zur Pensionierung bzw. Emeritierung als Dozent für Gesangsausbildung an der Hochschule für Musik und Darstellende Kunst Frankfurt am Main unter der Ägide von Philipp Mohler und an der Johannes Gutenberg-Universität Mainz; später erhielt er die Ordentliche Professur (heute: C4-Professur). Eine kollegiale Freundschaft verband ihn mit dem Dozenten für Gesangsausbildung am Hoch’schen Konservatorium, Herbert Champain (eigentlich: Herbert Czempin) sowie dem Dozenten für Klavier, Musiktheorie und Orgelmusik, Wilhelm Baither, von der Hochschule für Musik und Darstellende Kunst Frankfurt am Main. Durch Herbert Champain war er mit dessen Ehefrau Charlotte Landé bekannt.
Herbert Hess sorgte für seine über viele Jahre schwerkranke Ehefrau Marie und übernahm wegen ihrer vielfachen Operationen und daraus resultierenden Körperschwäche einen Großteil der Arbeiten im Haushalt. Seine Ehefrau verstarb im Sommer 1971 während einer schweren Operation im Universitätsklinikum Frankfurt am Main im Alter von 64 Jahren. Herbert Hess sah die Schuld beim behandelnden Arzt, wollte wegen eines Behandlungsfehlers juristisch gegen diesen vorgehen, verzichtete jedoch schließlich darauf, nachdem ihm sein soziales Umfeld schon wegen der damit einhergehenden psychischen Belastung dringend abgeraten hatte. Den Verlust der Ehefrau konnte er bis zu seinem Tod nicht verwinden.
Über einen Zeitraum von 25 Jahren nach dem Tod der älteren Schwester Mathilde hatte er auch für seinen schwerbehinderten jüngeren Bruder Helmut gesorgt, der zuletzt in Mainz in einem katholischen Pflegeheim (Bruder-Konrad-Stift) lebte. Dieser verstarb Anfang 1972.

#### 1973–1977

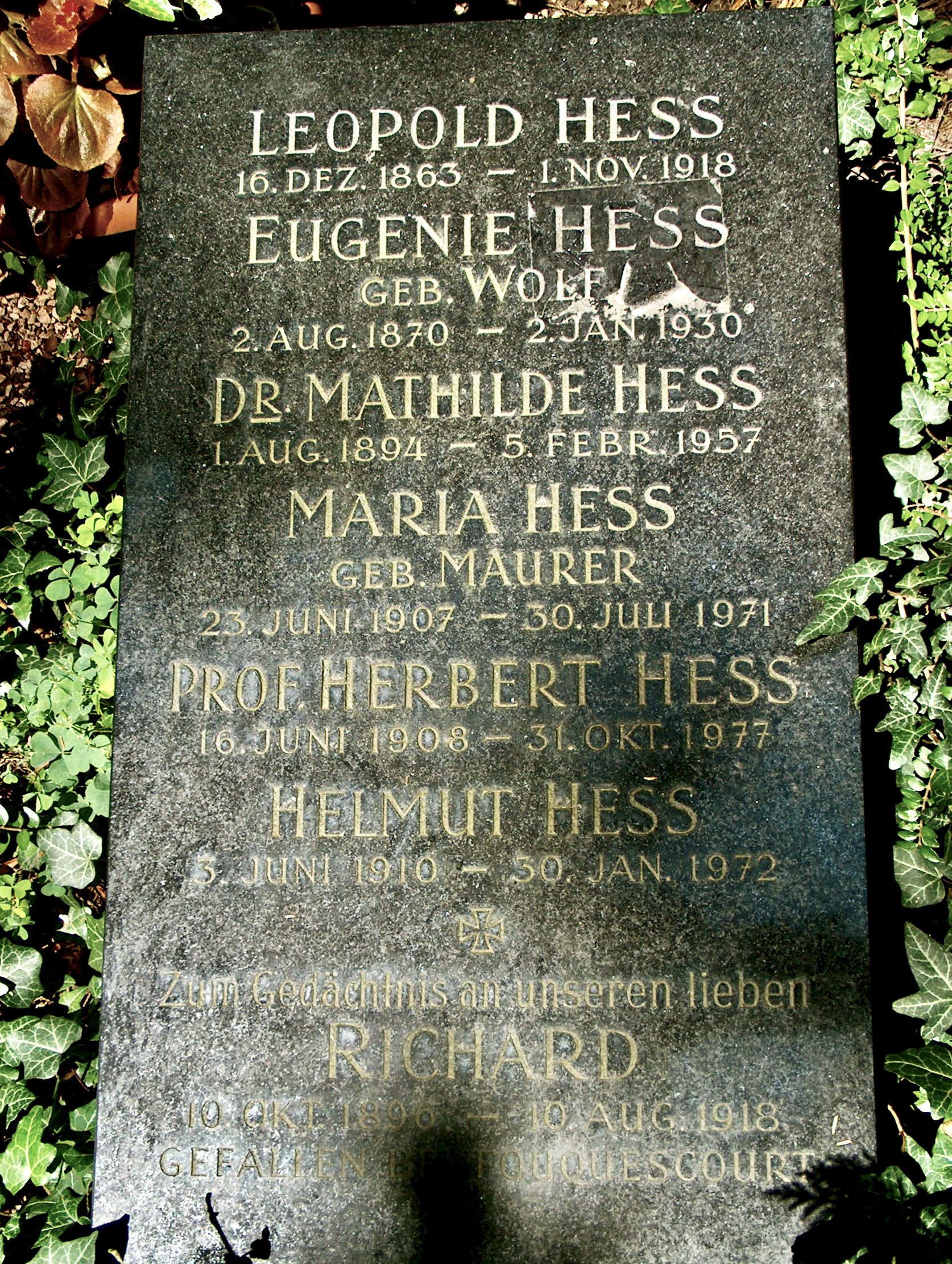
Urnengrabstätte Familie Hess, Hauptfriedhof Frankfurt am Main

1973 wurde Herbert Hess emeritiert und ging in Pension. Der klassischen Musik und Oratorien blieb er zeitlebens eng verbunden, sein Verhältnis zum Glauben intensivierte sich mit zunehmendem Alter. Er hielt mit dem promovierten evangelischen Pfarrer Hermann Marhold Kontakt, der auf seinen Wunsch die Trauerfeier und Beisetzung seiner Ehefrau begleitet hatte, und besuchte dessen Gottesdienste. Für Zeitgenossen wie Hans Söhnker empfand er Hochachtung wegen deren menschlicher Haltung während der NS-Diktatur. Mit dem hessischen Minister Heinz-Herbert Karry war er aufgrund seiner Nachbarschaft bekannt.
Für seinen 1959 geborenen Enkel trat Herbert Hess an Vaters statt ein und geriet zu dessen Vorbild. Seine Hobbys waren die seit seiner Jugend betriebene Philatelie und die Fotografie; seit dem Ende der 1950er Jahre war er mit seiner Leica M2 in der Diafotografie aktiv. Hess rauchte im fortgeschrittenen Alter gern eine gute Zigarre, aus Rücksicht auf seine Frau und andere jedoch niemals im Auto oder in der Wohnung, und nur eine einzige Zigarre pro Woche, jeweils zum Sonntagsspaziergang, der häufig über den Lohrberg oder durch den Huthpark führte.
Er wird neben einem hohen Maß an künstlerisch-musikalischem Verständnis als ein menschlich stets korrekter, sehr verlässlicher, feinsinniger, hochsensibler, warmherziger und außerordentlich fürsorglicher Charakter beschrieben, der sich an qualitativ hochwertigen, präzise gearbeiteten Dingen erfreuen konnte. Er galt privat und beruflich als hervorragend organisiert und wurde von vielen hoch geachtet bis verehrt.
Er verstarb am frühen Morgen des 31. Oktober 1977 unerwartet an Herzversagen und wurde auf dem Frankfurter Hauptfriedhof in der Familiengrabstätte beigesetzt.
Herbert Hess wohnte über Jahrzehnte im Frankfurter Stadtteil Nordend, von 1958 bis 1962 in Mainz und zuletzt für rund anderthalb Jahrzehnte im Frankfurter Stadtteil Seckbach.
Zwischen der Familie von Herbert Hess besteht über den Staatsschauspieler Alfons Kloeble (1898–1972) bzw. die Familie Wolf eine verwandtschaftliche Verbindung zu dessen Sohn, dem Schauspieler, Drehbuchautor und Produzenten Til Erwig.

## Hörfunk
Beim Südwestfunk (SWF) und bei Radio Frankfurt (später: Hessischer Rundfunk) entstand in den späten 1940er und in den 1950er Jahren eine Vielzahl von Hörfunksendungen bzw. Archivproduktionen, an denen Hess musikalisch mitwirkte.

## Auslandsaufenthalte
Musikalische Tourneen führten Herbert Hess u. a. nach Frankreich, Italien und Spanien.

## Auszeichnungen
Die unter Mitwirkung von Herbert Hess von der Kantorei der Dreikönigskirche Frankfurt am Main mit dem Collegium musicum Wilhelm Isselmann unter Leitung von Kurt Thomas in Paris hergestellte Schallplatte der Weihnachtshistorie von Heinrich Schütz ist mit dem Grand Prix du Disque 1954 der Akademie Charles Cros ausgezeichnet worden.

## Diskographie (Auswahl)
- Vielzahl historischer Aufnahmen, Ende der 1940er-Jahre, 1950er-Jahre
- Herbert Hess, Tenor („Heinrich der Schreiber“) in: Richard Wagner: „Tannhäuser und der Sängerkrieg auf der Wartburg“; Ausführende: Chor und Symphonie-Orchester des Hessischen Rundfunks, Dirigent Kurt Schröder, 1949 – Preiser Records 2001, 4248927
- Herbert Hess, Tenor („Leonetto“) in: Franz von Suppè: „Boccaccio“; Ausführende: Chor und Orchester des Frankfurter Rundfunks, Dirigent Kurt Schröder, 1949 – Line Music DCD Cantus Classics 501292, Juni 2010
- Herbert Hess, Tenor („Ruiz“) in: Giuseppe Verdi: „Der Troubadour“; Ausführende: Chor und Orchester des Frankfurter Rundfunks, Dirigent Winfried Zillig, April 1950 – MAT Music Theme Licensing CD, Hamburg 2008, ISBN 978-3-86735-612-1.
- Herbert Hess, Tenor („Lauteric“) in: Jacques Offenbach: „Urlaub nach Zapfenstreich“; Operette in einem Akt. Libretto von Carmouche und Joseph Duveyrier; Ausführende: Chor und Orchester des Hessischen Rundfunks, Dirigent Kurt Schröder, 1950 und 1951 – Line Music DCD Cantus Classics 501485, 2011
- Herbert Hess, Tenor („Ruiz“) in: Giuseppe Verdi: „Die Sizilianische Vesper“; Oper in 5 Akten. Ausführende: Chor und Orchester des Hessischen Rundfunks, Dirigent Kurt Schröder, 1951 – Line Music CD Cantus Classics 500341, 2003
- Herbert Hess, Tenor („Graf Bogumil“) in: Karl Millöcker: „Der Bettelstudenten“; Operette in drei Akten. Libretto von Camillo Walzel und Richard Genée; Ausführende: Chor und Orchester des Hessischen Rundfunks, Dirigent Kurt Schröder, 1952 – Line Music Cantus Classics 501012, 2007
- Herbert Hess, Tenor („Don Alvar“) in: Giacomo Meyerbeer: „Die Afrikanerin“; Oper in 5 Akten. Ausführende: Chor und Orchester des Hessischen Rundfunks, Dirigent Paul Schmitz, 1952 – Line Music CD Cantus Classics 500805, 2005
- Herbert Hess, Tenor („Desire“) in: Umberto Giordano: „Fedora“; Oper in drei Akten; Ausführende: Chor und Orchester des Hessischen Rundfunks, Dirigent Kurt Schröder, 1953 – Line Music CD Cantus Classics 500819, 2005